# African Storybook
 (mai 2020).
African Storybook (ASb) est un projet d'alphabétisation qui met à disposition gratuitement des livres illustrés sous licence ouverte pour une lecture précoce dans les langues d'Afrique. Développé et hébergé par Saide, ASb dispose d'une application Lecteur et d'une application Créateur disponible sur Google Play et l'App Store ainsi que d'un site web interactif qui permet aux utilisateurs de lire, créer, télécharger, traduire et adapter des histoires gratuitement. L'initiative répond à la grave pénurie de livres de contes pour enfants en langues africaines, cruciaux pour le développement de l'alphabétisation des enfants. En décembre 2024, il y avait plus de 5061 histoires uniques dans 260 langues parlées en Afrique, y compris en anglais, français et portugais, et qui avec leur traductions s'élèvent à un total de plus de 8736 histoires.
Pour créer un livre ou traduire ou apporter vos propres illustrations, il existe une vidéo d'explications : (mettre les sous-titres automatiques en français).

## Contexte
Selon le Rapport mondial de suivi sur l'éducation pour tous de 2013-2014 de l'UNESCO, 30 millions d'enfants en Afrique subsaharienne ne sont pas scolarisés et plus de la moitié des enfants de l'âge de 10 ans n'apprennent pas les bases de la lecture. Ces défis sont liés et exacerbés par la pénurie de livres pour enfants disponibles en Afrique, en particulier en langues africaines; la raison d'être majeure de la création d'ASb. Développer l'alphabétisation dans la langue maternelle avant de passer à une langue de communication plus large (comme l'anglais ou le français) est la stratégie de la plupart des pays subsahariens, et c'est celle qui est soutenue par le projet d'African Storybook.
En raison du faible pouvoir d'achat et de la faible demande de livres de contes en Afrique, ainsi que du grand nombre de langues, l'édition conventionnelle produit relativement peu de titres, en particulier en langues africaines. Le modèle de publication numérique sous licence ouverte du projet African Storybook, en revanche, permet aux gens d'imprimer, de visualiser et de lire des histoires sur les appareils mobiles. ASb place également la création de texte et de traduction entre les mains des communautés qui ont besoin de livres d'histoires pour une lecture précoce en langues familières.
L'ASb a reçu un financement de démarrage de Comic Relief du Royaume-Uni.

## Histoires
La grande majorité des histoires sur le site provient d’auteurs africains, principalement des contes traditionnels et des contes contemporains, ainsi que quelques poèmes et chansons. Sur plus de 2500 histoires (en avril 2016), plus de la moitié ont été «approuvées par ASb», ce qui signifie qu'ABs a vérifié le contenu et la langue de ces livres. Toutes les histoires sont illustrées, soit par des illustrateurs professionnels, soit par les utilisateurs eux-mêmes.

## Développement
Le lancement officiel du site web a eu lieu à Pretoria, en Afrique du Sud, en juin 2014, avec un financement de l'Union européenne. Le même mois, a eu lieu un sommet ASb à l'Université de la Colombie-Britannique à Vancouver pour faire avancer les objectifs du projet et forger des liens avec d'autres organisations.

### Pays pilotes
Pour tester et obtenir des commentaires sur le site web et les histoires, ASb a travaillé en 2014/2015 avec 14 sites pilotes en Afrique du Sud, au Kenya et en Ouganda - des écoles et des bibliothèques communautaires. Ce qui représente le public cible du projet. Les sites pilotes ont testé différentes méthodes de livraison des histoires adaptées aux contextes africains ruraux et périurbains : projection numérique d'histoires téléchargées à l'aide de projecteurs de données portables et versions imprimées à faible coût des livres d'histoires pour une lecture individuelle. En outre, il existe un solide plaidoyer pour promouvoir la mise en œuvre systémique dans les écoles, la formation des enseignants et les réseaux de bibliothèques dans les pays pilotes,,.

## Organisations partenaires et projets partenaires
Les partenaires sont essentiels à la mission d'ASb, car le projet s'appuie sur d'autres organisations pour porter les histoires à l'attention d'un grand nombre d'enfants et autres utilisateurs, et adapter et créer des histoires pour une utilisation locale. ASb collabore également avec des organisations effectuant un travail similaire, notamment en partageant des histoires, telles que Storyweaver de Pratham Books, Book Dash, Nal'ibali, Little Zebra Books et READ. Le projet indépendant Global African Storybook a été créé en 2015 dans le but de traduire le contenu d'ASb sous licence ouverte dans des langues non africaines afin que les histoires africaines soient accessibles aux enfants au-delà du continent africain. Storybooks Canada propose 40 histoires du livre de contes africain dans les principales langues des immigrants et des réfugiés du Canada avec texte et audio.

## Blog
Depuis décembre 2014, le blog d'ASb a servi de forum de réflexions et de discussions au sujet du projet et des principales préoccupations concernant l'alphabétisation précoce en Afrique. Les problèmes majeurs incluent la livraison d'histoires numériques, les modèles de publication de licence ouverte et la traduction / création de versions différentes.